# Ernst Kaltenbrunner

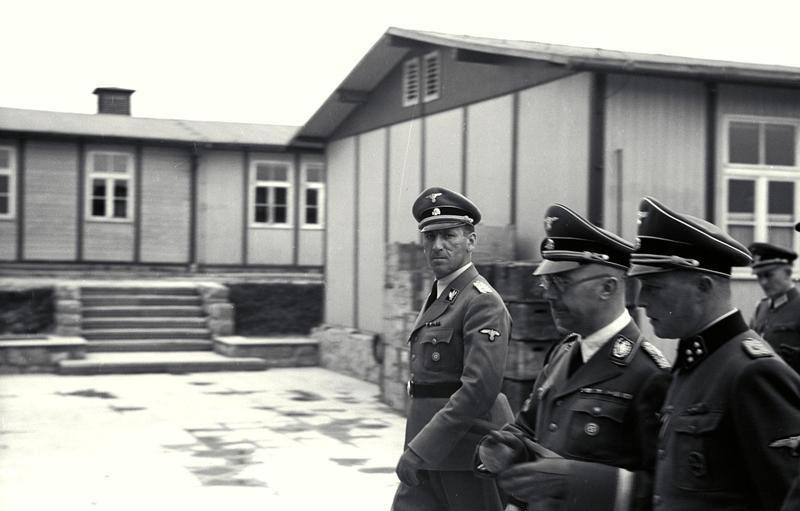
Ernst Kaltenbrunner (l) en Heinrich Himmler (m) bij een bezoek aan Mauthausen.

Ernst Kaltenbrunner (Ried im Innkreis, 4 oktober 1903 - Neurenberg, 16 oktober 1946) was een Oostenrijks SS-Obergruppenführer (generaal) en hoofd van het Reichssicherheitshauptamt ('Hoofddienst voor de Rijksveiligheid'), RSHA, van het Derde Rijk.

## Achtergrond en eerste jaren bij de SS
Kaltenbrunner studeerde rechten en was vervolgens enkele jaren als advocaat werkzaam. In 1932 sloot hij zich bij de Oostenrijkse nationaalsocialisten aan. Als zodanig was hij ook betrokken bij de geslaagde moordaanslag in 1934 op de Oostenrijkse bondskanselier Engelbert Dollfuss van het katholieke nationale Heimatfront. In 1937 werd hij chef van de Oostenrijkse SS. Na de annexatie van Oostenrijk door nazi-Duitsland (Anschluss) werd hij in augustus 1938 staatssecretaris voor veiligheidszaken in de regering van Arthur Seyss-Inquart. In september van datzelfde jaar werd hij door SS-leider Heinrich Himmler tot Höhere SS- und Polizeiführer Donau benoemd. In deze functie had hij de leiding over de gehele SS van het Oostenrijkse deel van het Duitse Rijk.

## Hoofd van het RSHA
Kaltenbrunner voelde zich achtergesteld bij Reinhard Heydrich, de chef van het Reichssicherheitshauptamt (RSHA), de binnenlandse veiligheidsdienst van nazi-Duitsland. Onderdelen van het RSHA waren onder andere de Sicherheitsdienst (SD) en de Geheime Staatspolizei (Gestapo). De SD en de Gestapo maakten zich op grote schaal schuldig aan martelingen en moord, met name op Joden, andersdenkenden en mogelijke vijanden van het Derde Rijk.
Nadat er op 27 mei 1942 in Praag een succesvolle moordaanslag op Heydrich was gepleegd, werd Kaltenbrunner op 30 januari 1943 als nieuwe chef van het RSHA aangesteld. Zijn belangrijkste ondergeschikten waren Heinrich Müller, chef van de Gestapo en Adolf Eichmann, organisator van de Endlösung. Kaltenbrunner kreeg ook de supervisie over de beruchte SS-Einsatzgruppen. Deze moordeenheden van de SS kwamen in Rusland achter de gewone legereenheden aan om in het net veroverde gebied eventueel verzet tegen de Duitsers uit te schakelen en Joden te vermoorden. Later werden ze ingezet in de concentratiekampen. De Einsatzgruppen pleegden op grote schaal genocide en hebben honderdduizenden burgers vermoord.
Kaltenbrunner hield zich zeer actief bezig met de Jodenvervolging, getuige de vele door hem opgestelde en ondertekende documenten. Zijn macht groeide steeds meer. Op 21 juni 1943 werd hij bevorderd tot SS-Obergruppenführer en General der Polizei. Na de aanslag van 20 juli 1944 op Hitler zorgde hij als hoofd van het RSHA ervoor dat diverse samenzweerders snel ter dood werden gebracht en andere werden opgespoord en verhoord. Zijn macht werd nog groter en hij werd Hitlers vertrouweling. Nadat admiraal Wilhelm Canaris eind juli 1944 was gearresteerd, werd ook de inlichtingendienst Abwehr in het RSHA opgenomen. Canaris speelde namelijk een belangrijke rol in het Duitse verzet, zo had de SD ontdekt. Op 1 december 1944 volgde Kaltenbrunners bevordering tot General der Waffen-SS.

## Laatste oorlogsmaanden en hetProces van Neurenberg
In april 1945, vlak voor de zelfmoord van Hitler, verplaatste Kaltenbrunner het kantoor van het RSHA naar Oostenrijk om daar de strijd tegen de geallieerden voort te zetten. Daar kwam niets van terecht en op 11 mei werd hij door het Amerikaanse leger gevangengenomen.
Op 23 mei 1945 pleegde Himmler zelfmoord, waarna de geallieerden Kaltenbrunner als belangrijkste man van de SS zagen. Doordat er veel documenten van hem bewaard waren gebleven, werden hem drie van de vier hoofdaanklachten ten laste gelegd en in totaal dertien aanklachten. De belangrijkste getuige in het proces tegen hem was Rudolf Höss, de voormalige commandant van het concentratie- en vernietigingskamp Auschwitz.
Kaltenbrunner verdedigde zich door te zeggen dat hij niet van de toestanden in de concentratiekampen had geweten en dat hij helemaal niet de Europese Joden had willen vermoorden. Er was bewijs dat hij verscheidene malen het concentratiekamp Mauthausen had bezocht en minstens één keer getuige van een vergassing was geweest. Ernst Kaltenbrunner werd op 1 oktober 1946 schuldig bevonden aan de derde en de vierde hoofdaanklacht, te weten oorlogsmisdaden en misdaden tegen de menselijkheid. Hij werd veroordeeld tot de dood door de strop. Het vonnis werd even na middernacht op 16 oktober te Neurenberg uitgevoerd. Zijn laatste woorden waren "Deutschland, Sieg Heil".

## Familie
Kaltenbrunner trouwde op 14 januari 1934 met Elisabeth Eder. Het echtpaar kreeg drie kinderen: een zoon en twee dochters. Kaltenbrunner had ook een minnares, genaamd Gisela Gräfin von Westarp, bij haar had hij ook nog eens twee kinderen: een zoon en een dochter. De gravin werd op 14 januari 1934 gearresteerd voor samenzwering, en verbleef van 17 januari tot mei 1934 in de gevangenis.

## Carrière
Kaltenbrunner bekleedde verschillende rangen in zowel de Allgemeine-SS als Waffen-SS. De volgende tabel laat zien dat de bevorderingen niet synchroon liepen.
| Datum                                              | Allgemeine-SS        | Politie                       | Waffen-SS                              | Bondsregering  | Rijksministerie van Binnenlandse Zaken |
| -------------------------------------------------- | -------------------- | ----------------------------- | -------------------------------------- | -------------- | -------------------------------------- |
| Januari 1931 - 31 augustus 1931                    | SS-Mann              | —                             | —                                      | —              | —                                      |
| 1931                                               | SS-Truppführer       | —                             | —                                      | —              | —                                      |
| 1932                                               | SS-Oberscharführer   | —                             | —                                      | —              | —                                      |
| 25 september 1932                                  | SS-Sturmhauptführer  | —                             | —                                      | —              | —                                      |
| 20 april 1936                                      | SS-Standartenführer  | —                             | —                                      | —              | —                                      |
| 20 april 1937                                      | SS-Oberführer        | —                             | —                                      | —              | —                                      |
| 13 maart 1938                                      | —                    | —                             | —                                      | Staatssekretär | —                                      |
| 21 maart 1938                                      | SS-Brigadeführer     | —                             | —                                      | —              | —                                      |
| 11 september 1938                                  | SS-Gruppenführer     | —                             | —                                      | —              | —                                      |
| 20 juni 1940                                       | —                    | Polizeipräsident              | —                                      | —              | —                                      |
| 1 juli 1940                                        | —                    | —                             | SS-Untersturmführer der Reserve (W-SS) | —              | —                                      |
| 15 april 1941 (met ingang van 1 april 1941)        | —                    | Generalleutnant in de politie | —                                      | —              | —                                      |
| 30 januari 1943                                    | —                    | —                             | —                                      | —              | Staatssekretär                         |
| 21 juni 1943                                       | SS-Obergruppenführer | Generaal in de politie        | —                                      | —              | —                                      |
| 10 december 1944 (met ingang van 1 december 1944 ) | —                    | —                             | Generaal in de Waffen-SS               | —              | —                                      |

## Lidmaatschapsnummers
- NSDAP-nr.: 300 179[1] (lid 18 oktober 1930[3][6])
- SS-nr.: 13 039 (lid 31 augustus 1931[3][6])

## Decoraties
Selectie:
- Ridderkruis van het Kruis voor Oorlogsverdienste op 15 november 1944 als SS-Obergruppenführer en General der Polizei & Chef RSHA[9][10][8][3][11]
- Kruis voor Oorlogsverdienste, 1e Klasse (30 januari 1943[3][11]) en 2e Klasse (11 maart 1942[3][11]) met Zwaarden[10][11]
- Bloedorde (nr.4017) op 6 mei 1942[10][3] - 31 mei 1942[11]
- Gouden Ereteken van de NSDAP op 30 januari 1939[10][3][11]
- Dienstonderscheiding van de SS, 4e, 3e en 2e graad
- Duitse Kruis in zilver op 22 oktober 1943 als SS-Obergruppenführer en General der Polizei en Chef RSiHA Berlijn[10][3][11]
- SS-Zivilabzeichen-nr.: 160180[2][3][11]